# Pavelló Olímpic Municipal de Reus
El Pavelló Olímpic Municipal de Reus, està situat a la zona sud de la ciutat de Reus, al carrer de Mallorca 1.
Aquesta instal·lació esportiva es va construir amb motiu de la subseu Olímpica d'Hoquei sobre Patins dels Jocs de Barcelona 1992. La primera pedra es va col·locar el dia 7 de gener de 1991 i es va inaugurar el dia 9 de maig de 1992.
La titularitat de l'edifici és de l'Ajuntament de Reus i la seva gestió la desenvolupa la societat de capital íntegre municipal Reus Esport i Lleure SA (RELLSA).
Té el paviment esportiu de parquet, disposa d'una tanca hidràulica per a les competicions i entrenaments d'hoquei sobre patins i de diverses grades telescòpiques, la qual cosa ofereix una gran versatilitat en el seu ús. En configuració d'entrenament té dues pistes de 22 per 44 metres i en format competició disposa d'una capacitat de 3.500 espectadors.
El Pavelló Olímpic Municipal de Reus ha acollit diverses competicions d'àmbit nacional i internacional de diferents modalitats esportives:
- 1992 Subseu d'Hoquei sobre patins dels Jocs Olímpics de Barcelona
- 1993 Campionat d'Europa de Patinatge
- 1996 Jocs Special Olympics
- 1997 Campionat Mundial de Patinatge Artístic i Dansa Júnior i Sènior[1]
- 1999 Campionat del Món d'Hoquei Sobre Patins de Seleccions[2]
- 2000 Jocs Europeus de l'Esport i la Salut
- 2005 Copa del Rei d'Hoquei Patins
- 2006 Campionat d'Europa de Patinatge de Grups Show
- 2009 Mundial de Clubs d'Hoquei sobre Patins
- 2009 Campionat del Món de Futbol Sala Femení (Futsal)
- 2014 Campionat del Món FIRS de Patinatge Artístic, Dansa i Grups Show
- 2016 i 2019 Copa del Rei d'Hoquei Patins[3]
- 2017 Jocs Special Olympics[4]
- 2018 Subseu dels XVIII Jocs Mediterranis de Tarragona.[5]